# Fotogramas de Plata 1984
La 35a cerimònia de lliurament dels Fotogramas de Plata 1984, lliurats per la revista espanyola especialitzada en cinema Fotogramas, va tenir lloc l'11 de març de 1985 I fou presentada per Pedro Almodóvar i Bibi Andersen. En acabar es va projectar la pel·lícula The Cotton Club de Francis Ford Coppola.

## Candidatures

### Millor pel·lícula espanyola
| Pel·lícula | Director          | Resultat   |
| ---------- | ----------------- | ---------- |
| Tasio      | Montxo Armendáriz | Guanyadora |

### Millor pel·lícula estrangera
| Pel·lícula   | Director    | Resultat   |
| ------------ | ----------- | ---------- |
| Paris, Texas | Wim Wenders | Guanyadora |

### Millor actriu de cinema
| Actriu         | Pel·lícula                                             | Resultat   |
| -------------- | ------------------------------------------------------ | ---------- |
| Victoria Abril | La noche más hermosa Las bicicletas son para el verano | Candidata  |
| Chus Lampreave | ¿Qué he hecho yo para merecer esto?                    | Candidata  |
| Charo López    | Epílogo                                                | Candidata  |
| Carmen Maura   | ¿Qué he hecho yo para merecer esto?                    | Guanyadora |
| Terele Pávez   | Los santos inocentes                                   | Candidata  |

### Millor actor de cinema
| Actor            | Pel·lícula                                             | Resultat  |
| ---------------- | ------------------------------------------------------ | --------- |
| Imanol Arias     | La muerte de Mikel                                     | Candidat  |
| Patxi Biskert    | Tasio                                                  | Candidat  |
| Agustín González | Las bicicletas son para el verano Los santos inocentes | Candidat  |
| Alfredo Landa    | Los santos inocentes                                   | Candidat  |
| Francisco Rabal  | Epílogo Los santos inocentes Sal gorda                 | Guanyador |

### Millor intèrpret de televisió
| Intèrpret        | Sèrie de televisió       | Resultat   |
| ---------------- | ------------------------ | ---------- |
| Pepa Flores      | Proceso a Mariana Pineda | Candidata  |
| Agustín González | Cuentos imposibles       | Candidat   |
| Sílvia Munt      | La plaça del Diamant     | Candidata  |
| Rosa Maria Sardà | Ahí te quiero ver        | Candidata  |
| Concha Velasco   | Teresa de Jesús          | Guanyadora |

### Millor intèrpret de teatre
| Intèrpret/Companyia | Muntatge                 | Resultat  |
| ------------------- | ------------------------ | --------- |
| Ana Belén           | La casa de Bernarda Alba | Candidata |
| Mary Carrillo       | Buenas noches, madre     | Candidata |
| Els Joglars         | Teledeum                 | Candidata |
| José María Rodero   | Luces de bohemia         | Guanyador |
| Tricicle            | Exit                     | Candidata |